# Christiane Pielke
Christiane Pielke, née le 12 mai 1963 à Hanovre, est une nageuse allemande ayant représenté la République fédérale allemande.

## Palmarès

### Jeux olympiques
- Los Angeles 1984 :
  -  Médaille de bronze du relais 4 × 100 m nage libre[1].

### Championnats d'Europe
- Championnats d'Europe 1985 à Sofia (Bulgarie) :
  -  Médaille d'argent du relais 4 × 100 m nage libre.
- Championnats d'Europe 1987 à Schiltigheim (France) :
  -  Médaille de bronze du 50 m nage libre ;
  -  Médaille de bronze du relais 4 × 100 m nage libre ;
  -  Médaille de bronze du relais 4 × 100 m 4 nages.